# Brevetabilité des inventions mises en œuvre par ordinateur
La proposition de directive du Parlement européen et du Conseil concernant la brevetabilité des inventions mises en œuvre par ordinateur est une proposition de la Commission européenne soumise en 2000 à l'Union européenne.
La proposition visait à harmoniser les législations et les pratiques nationales relatives à l'octroi de brevets pour des inventions mises en œuvre par ordinateur, à condition qu'ils répondent à certains critères.
La proposition est devenue une préoccupation majeure et une cause de conflit entre ceux qui considèrent la proposition de directive comme un moyen de codifier la jurisprudence des chambres de recours de l'Office européen des brevets (sans rapport avec les institutions de l'UE) dans le domaine de l'informatique, et ceux qui voyaient dans la directive une extension de la sphère de la brevetabilité, et non pas seulement une harmonisation, considérant que les idées ne sont pas brevetables et que l'expression de ces idées est déjà suffisamment protégée par la loi du droit d'auteur.
Après plusieurs années de débats et de nombreux amendements contraires à la proposition, celle-ci a été rejetée le 6 juillet 2005 par le Parlement européen par une écrasante majorité de 648 à 14 voix.

## Chronologie de la proposition de loi
- 2000 : étude sur « L'impact économique de la brevetabilité des programmes d'ordinateurs ».
- 2001 : début des analyses des réponses au document de consultation sur la brevetabilité des inventions liées au logiciel.
- 2002 : la Commission propose de règlementer les inventions mettant en œuvre un logiciel pour la tache.
- 2004 : la Commission se félicite de l'accord du Conseil sur la directive relative au inventions mises en œuvre par ordinateur.
- 2005 : déclaration devant le Parlement européen sur les inventions mises en œuvre par ordinateur.
- 6 juillet 2005 : le Parlement européen rejette la position commune du Conseil. La procédure législative est clôturée.